# Wasserwerk Kaulsdorf

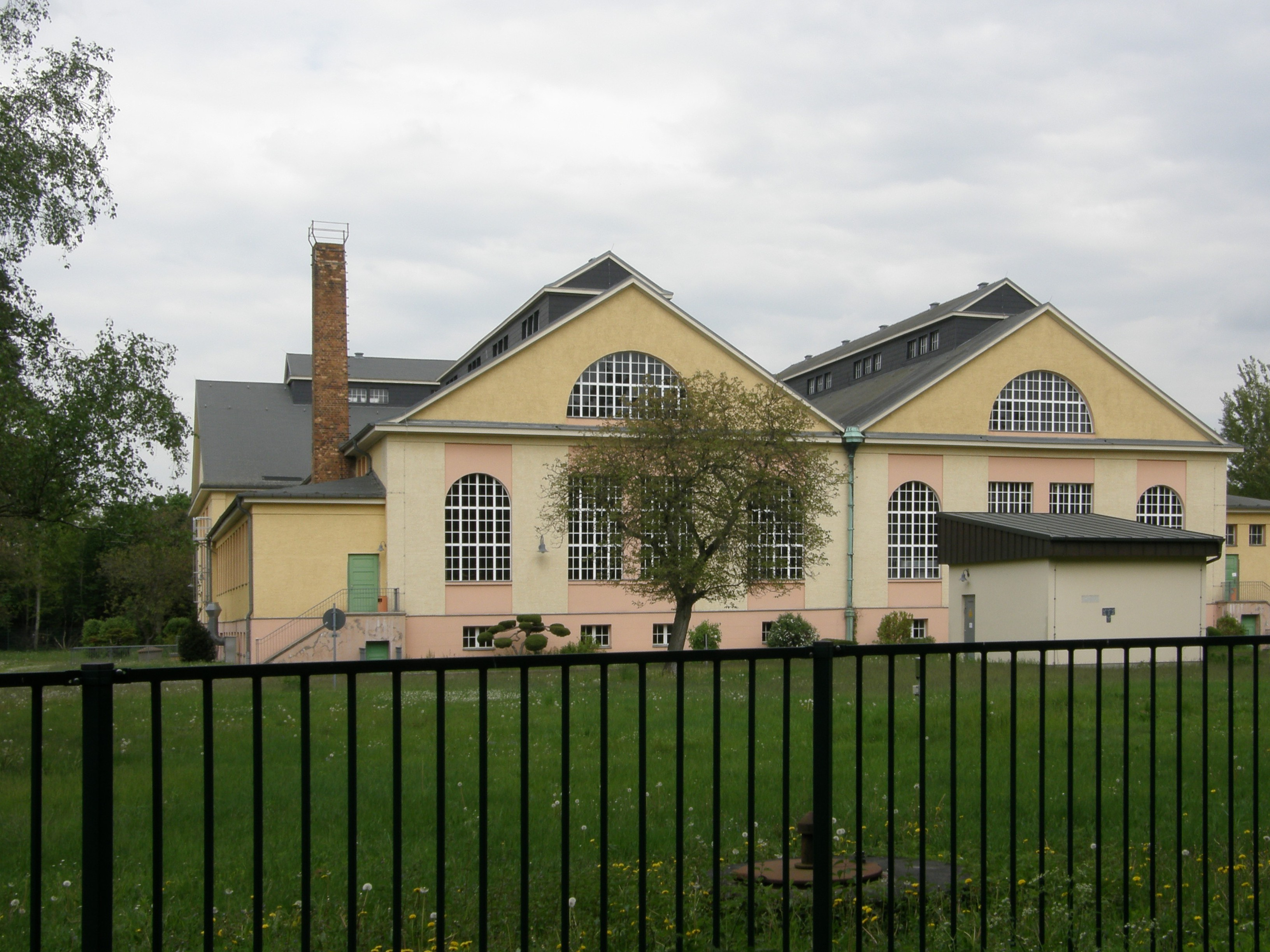
Ansicht des Hallenkomplexes von der Mieltschiner Straße aus, 2012

Das Wasserwerk Kaulsdorf ist eine Anlage zur Trinkwasserversorgung der Einwohner des früheren Lichtenberger Ortsteils Kaulsdorf auf Berliner Gebiet. Das Wasserwerk an der Mieltschiner Straße wurde im März 1916 in Betrieb genommen, mehrfach technisch erneuert und steht seit den 1980er Jahren unter Denkmalschutz.

## Geschichte

### Ein Wasserwerk für Kaulsdorf entsteht
Für die Anfang des 20. Jahrhunderts schnell wachsende Stadt Lichtenberg machte sich zur sicheren Trinkwasser-Versorgung neben den bereits vorhandenen Wasserwerken Triftweg I, II und III der Bau eines weiteren Wasserwerks für den Bereich Kaulsdorf notwendig. Die Stadtverwaltung kaufte eine Fläche von rund 60 Hektar im Kaulsdorfer Busch als Wassergewinnungsgebiet, zu dem unter anderem der Habermannsee und der Butzsee gehören. Die Ingenieure und Baumeister aus dem Technischen Büro der Stadt Lichtenberg entwarfen gemeinsam das neue Werk. Die Ausführung oblag dem Maurer- und Zimmermeister Gottlieb Gädicke aus Lichtenberg.
Baubeginn war im Frühjahr 1915, die feierliche Inbetriebnahme erfolgte im März 1916. Entgegen den früheren städtischen Wasseranlagen, die aus Einzelgebäuden für Pumpen, Speicher, Antriebe bestanden, entstand ein kompakter mehrschiffiger Hallenbau, in dem die gesamte Technik nebst Büroräumen Platz fand. Zum Antrieb der Pumpen wurden erste Dieselmotoren eingebaut. Eine Anbindung an das Zwischenpumpwerk Lichtenberg sorgte für eine möglichst gleichmäßige Wasserbereitstellung in der Stadt.

### Neuorganisation durch die Bildung von Groß-Berlin
Mit dem Zusammenschluss von Alt-Berlin und seinen früheren Vororten zur Gemeinde Groß-Berlin im Jahr 1920 gehörten zur neuen Stadt nun 25 funktionstüchtige Wasserwerke, die rund 27.500 Hausanschlüsse über ein Rohrnetz mit einer Länge von 200 Kilometern und einer Jahresfördermenge von 200.000 m³ versorgten.
Die Stadtverwaltung von Berlin gründete aus den übernommenen Werken die drei Aktiengesellschaften Berliner Städtische Gaswerke, Berliner Städtische Elektrizitätswerke und Berliner Städtische Wasserwerke AG. Technische und organisatorische Änderungen waren die Folge: im Wasserwerk Kaulsdorf änderte sich jedoch zunächst nichts. In den Jahren 1926–1928 erfolgten erste Umbauarbeiten: Brunnen, Maschinen und Aufbereitungsanlagen wurden teils erneuert oder kamen hinzu, so dass sich eine Verdoppelung der Kapazität ergab.
Ende des Jahres 1930 waren die Modernisierungsarbeiten für ganz Berlin weitestgehend abgeschlossen, zehn verbliebene Wasserwerke versorgten die rund vier Millionen Einwohner. Die Antriebe der Kaulsdorfer Wasserwerke waren auf elektrische Pumpen umgestellt worden.

### Wasserversorgung in den 1940er Jahren
Als um 1943 die Ereignisse des Zweiten Weltkriegs zu immer häufigeren Zerstörungen an den Rohren und Versorgungseinrichtungen führten, setzte die Verwaltung der Wasserwerke zu Reparaturzwecken zunehmend Zwangsarbeiter aus der Sowjetunion oder aus Polen ein. Diese rund 150 Arbeitskräfte waren in einem speziellen Barackenlager an der Landsberger Allee 76/77 untergebracht (im Bereich der Kreuzung mit der Thaerstraße, der späteren Storkower Straße). Auch dienstverpflichtete Frauen wurden für diese Arbeiten herangezogen. Zusätzlich entstanden weitere 163 Brunnen und vorhandene wurden gereinigt. 1944 und 1945 wurden sogar Brauereien beauftragt, in großen emaillierten Kesseln Trinkwasser vorrätig zu halten einschließlich der Wagenauslieferungsdienste. Das Berliner Tiefbauamt sorgte für das Funktionieren der als eigenständige Straßenpumpen vorhandenen Handbrunnen.
Am 28. April 1945 erließ die sowjetische Stadtkommandantur, zunächst zuständig für ganz Berlin, den Befehl Nr. 1, wonach „alle kommunalen Betriebe, wie Kraft- und Wasserwerke […] ihre Arbeit zur Versorgung der Bevölkerung wieder aufzunehmen haben“. Es erfolgte eine Reorganisation der Wasserwerksgruppierungen, zahlreiche Rohrnetzschäden waren zu beseitigen, wozu insbesondere Rohre erforderlich waren, aber auch Kohle (für die dampfbetriebenen Anlagen), Fahrzeuge und Lebensmittel. Ab dem Jahr 1948 stand den Berlinern – bis auf Zeiten des Stromausfalls – eine ausreichende Trinkwassermenge zur Verfügung.
Die Spaltung der Stadt infolge des Viermächtestatus führte zur Bildung getrennter Ost- und West-Berliner Verwaltungen der Wasserwerke, jedoch war das Leitungsnetz nicht so einfach zu trennen. So versorgten drei im sowjetischen Sektor liegende Wasserwerke (Johannisthal, Wuhlheide und Stolpe) noch einige Jahre die im Westen liegenden Ortsteile Neukölln, Tempelhof, Britz, Buckow, Steglitz, Schöneberg und Frohnau-Reinickendorf.

### Sanierungen, Umrüstungen und Neubauten in Ost-Berlin ab den 1950er Jahren
Die neue Verwaltung hatte ausführliche Gutachten zur Situation der einzelnen Wasserwerke erstellt, wonach die meisten Brunnen, die Technik und das Rohrleitungssystem erneuert werden müssten. Wegen fehlender Investitionsmittel wurden diese Arbeiten erst mit dem Wohnungsbauprogramm der 1970er Jahre eingeleitet. Das Handelsembargo der westlichen Länder gegen die DDR führte dazu, dass Rohre teils aus Jugoslawien eingekauft oder solche aus Spannbeton gefertigt werden mussten, breitere Trassen waren die Folge.
Schwerpunkte der Erneuerungsarbeiten waren das Wasserwerk Friedrichshagen und die Anlage Johannisthal.
Das Wasserwerk Kaulsdorf hatte weder größere Kriegsschäden davongetragen noch zeigte die installierte Technik größere Probleme. Im Jahr 1982 ersetzte die Verwaltung den letzten Dieselmotor durch eine elektrische Unterwassertauchpumpe.

### Wasserversorgung ab 1990 wieder vereint
Zahlreiche strukturelle und organisatorische Maßnahmen erfolgten ab dem Sommer 1990 und führten zur Fusion der Ost- mit der West-Berliner Trinkwasserversorgung und der Abwasserbeseitigung unter dem Dach der Berliner Wasserbetriebe. Für die Trinkwasserbereitung standen 16 Wasserwerke, drei Zwischenpumpwerke, drei Überpumpwerke mit 1228 Vertikal- sowie drei Horizontalbrunnen und ein Rohrleitungsnetz von 7642 Kilometer zur Verfügung. Der neue städtische Wasserbetrieb beschäftigte rund 7300 Mitarbeiter und verwaltete ein Vermögen von fast acht Milliarden Mark. Um das Jahr 2000 gründete Berlin mit interessierten Investoren die Berlinwasser Holding, aufgrund eines Volksentscheids kaufte die Stadt jedoch in den 2010er Jahren die meisten Anteile zurück.
In den Jahren 1997–2000 erfolgte eine technische Modernisierung des Kaulsdorfer Werkes:
Zwölf je sechs Meter hohe Edelstahlfilter ersetzten die aus den 1910er Jahren stammende Filteranlage in der großen Halle, die mittels eines modernen Belüftungsverfahrens aus einem Tank auf dem Werksgelände automatisch und dosiert mit technischem Sauerstoff angereichert wird. Die Filter sind über eine Arbeitsplattform für Wartung und Reinigung verbunden.
Zur Bedienung des Wasserwerks in Kaulsdorf sind gelegentlich zwei Personen vor Ort, es wird jedoch weitestgehend vom Wasserwerk Friedrichshagen ferngesteuert.
Von der anfänglichen Ausstattung ist so gut wie nichts mehr erhalten. Lediglich die eigentliche Halle mit ihren historischen Fassaden, kleine Wasserzapfstellen und die Fenster zwischen der Filterhalle und dem früheren Dieselpumpenraum sind aus der Bauzeit erhalten.
Halbjährliche chemische Analysen sichern die Trinkwasserqualität des Kaulsdorfer Werkes.
Die Senatsverwaltung hat den Wasserbetrieben die Erlaubnis zur Entnahme von Grundwasser im Kaulsdorfer Busch bis zum Jahr 2044 erteilt.

## Architektur
Der zweigeschossige Gebäudekomplex umfasst als Kern die zweischiffige Halle für die Wasseraufbereitung und eine davor angeordnete Maschinenhalle. Der Einsatz mehrteiliger großformatiger Fenster (in der Maschinenhalle auch in Halbrundform) und Lisenen zur Betonung und Auflockerung des Baukörpers lehnt sich im Baustil an den Klassizismus an. Die Fassaden sind grau und zartfarbig verputzt. Auf allen Gebäudeteilen sind großfenstrige Dachraupen aufgesetzt, die viel Tageslicht in den Werkkomplex einlassen. Baufachleute schätzen das Wasserwerk (zusammen mit dem Wasserturm Heinersdorf und dem Wasserwerk Stolpe) als den „Beginn der Moderne in der Berliner Wasserwerkarchitektur“.
Es gab und gibt in Kaulsdorf keinen gesonderten Wasserturm und auch keinen Reinwasserbehälter.
In den späten 1990er Jahren wurde der Baukomplex denkmalgerecht saniert.

## Technische Beschreibung
Der Betrieb wurde mit 14 Brunnen aufgenommen, die aus Tiefen zwischen 35 und 65 Metern Grundwasser pumpten und über eine Heberleitung durch vier Oxidatoren für die Sauerstoffanreicherung und 16 Schnellfilter zur Enteisenung und Entmanganung in das reichlich dimensionierte Rohrleitungsnetz verteilten. Das erforderte eine verbrauchabhängige Steuerung. Für das entfernte Eisen gab es zwei Schlamm-Absetzbecken. Die Kapazität bei Betriebsaufnahme betrug 16.000 m³ pro Tag.
Wegen seiner großzügigen Dimensionierung lieferte das Wasserwerk Kaulsdorf zugleich für die Gemeinde Steglitz bei Berlin Trinkwasser. Eine 22 Kilometer lange Rohrleitung mit einem Innendurchmesser von 800 Millimeter, verlegt ab 1914, nahm 1916 ebenfalls ihren Betrieb auf. Sie garantierte über die Verbindung mit dem Zwischenpumpwerk Lichtenberg eine gleichbleibende Trinkwassermenge über den Tag.
Aktuell fördern 16 Tiefbrunnen das Grundwasser, das eine maximale Tagesleistung von 30.000 m³ Wasser bereitstellen kann. Versorgt werden rund 160.000 Haushalte in den Marzahn-Hellersdorfer Ortsteilen Kaulsdorf, Biesdorf, Hellersdorf und Mahlsdorf sowie in Lichtenberg.